# Saison 8 de RIS police scientifique
Chronologie
Saison 7 Saison 9
Cet article présente le guide des épisodes de la huitième saison de la série télévisée française RIS police scientifique.

## Distribution

### Acteurs principaux
- Michel Voïta : Commandant Maxime Vernon
- Stéphane Metzger : Malik Berkaoui
- Jean-Luc Joseph : Fred Artaud
- Anne-Charlotte Pontabry : Katia Shriver
- Laetitia Fourcade : Émilie Durringer
- Coraly Zahonero : Dr Alessandra Joffrin
- Laurent Olmedo : Capitaine Pierre Morand

## Épisodes

### Épisode 1:L'Ombre du passé
- Titre original : L'Ombre du passé
- Numéros : 81 (8-01)
- Scénariste(s) : Yann Le Gal, Virginie Brami
- Réalisateur(s) : Hervé Brami
- Diffusion(s) : 
  -  France : 10 janvier 2013 sur TF1
- Audience(s) : 5,37 millions (première diffusion, France)
- Invité(es) :
- Annelise Hesme : Marie
- Vincent Deniard : Rivière
- Clovis Fouin : Julien Boyer
- Grégory Barco : Sébastien Gomy
- Philippe Krhajac : Germain Boyer
- Pascale Vignal : Hortense Boyer
- Philippe Résimont : Charles
- Antoine Raffalli : Marc Lemoine
- Patrick Boshart : Le SDF
- Delphine Salska : La Concierge
- Marc Samuel : Le Procureur
- Résumé : Un homme est enlevé en plein centre commercial aux yeux et à la barbe de la foule. Son corps est retrouvé par Maxime Vernon dans la poubelle de son propre immeuble. Ce dernier se rend vite compte qu'il s'agit de la nouvelle victime du Boxeur, tueur en série qu'il a traqué lors de son affectation à la Crim. L'occasion lui est alors donnée de retrouver son ancienne collègue et pouvoir enfin faire la paix avec son passé….
- Commentaires :

### Épisode 2:Londres/Paris
- Titre original : Londres/Paris
- Numéros : 82 (8-02)
- Scénariste(s) : Yann Le Gal
- Réalisateur(s) : Alexandre Laurent
- Diffusion(s) : 
  -  France : 10 janvier 2013 sur TF1
- Audience(s) : 4,71 millions (première diffusion, France)
- Invités :
- Jauris Casanova : Steve
- Amaury de Crayencour : Tom Sinclair
- Johan Bichot : Ryan
- Elise Diamant : Margaret
- Clémence Thioly : Julie Dumas
- Niels Dubost : Guillaume Dumas
- Jean-Toussaint Bernard : Hervé Texier
- Kester Lovelace : John Trevor
- Pierre Bénézit : Jean-Yves Delacour
- Michaël Vander-Meiren : Etienne Leduc
- Stefan Godin : Karadec
- Alice Vial : Sabine
- Caroline Bourg : La Procureure
- Slimane Yefbah : Steward 2e classe
- Julia Dorval : Passagère jeune mariée
- Guillaume Ducreux : Passager jeune marié
- Boris Ravaine : Passager Business 1
- Résumé : Lors d'un vol Londres/Paris, deux passagers (un anglais et une française) se font assassiner de deux manières différentes. L'équipe du RIS doit alors s'associer à une équipe de Scotland Yard envahissante pour résoudre cete affaire.
- Commentaires :

### Épisode 3:À bout de course
- Titre original : À bout de course
- Numéros : 83 (8-03)
- Scénariste(s) : Emma Scali, Basile Minatchy, Yann Le Gal
- Réalisateur(s) : Julien Zidi
- Diffusion(s) : 
  -  France : 17 janvier 2013 sur TF1
- Audience(s) :  (première diffusion, France)
- Résumé : Le driver d'un sulky semble avoir été piétiné à mort par son cheval dans le box de celui-ci. Le RIS s'étonne d'avoir été envoyé sur ce qui semble être un accident. Seulement Maxime est convaincu du contraire avec un acharnement qui surprend tout le monde. Le RIS ne tarde pas à comprendre que si Maxime s'occupe de cette affaire c'est que sa fille, avec qui il est en froid, lui a demandé de l'aide. Elle est convaincue que le cheval n'a pas pu tuer son driver !
- Commentaires :

### Épisode 4:Cendrillon et Compagnie
- Titre original : Cendrillon et Compagnie
- Numéros : 84 (8-04)
- Scénariste(s) : Nadège de Miroschedji, Yann Le Gal
- Réalisateur(s) : René Manzor
- Diffusion(s) : 
  -  France : 17 janvier 2013 sur TF1
- Audience(s) :  (première diffusion, France)
- Résumé : Alors que le défilé de mode arrive à son terme et que la foule appelle le créateur, celui-ci… s'effondre sur le podium mort. Le RIS s'empresse de collecter toutes les preuves pour mener l'enquête… sauf que la voiture du RIS contenant toutes les preuves est carjacké…
- Commentaires :

### Épisode 5:Le Revenant
- Titre original : Le Revenant
- Numéros : 85 (8-05)
- Scénariste(s) : Fréderica Patard
- Réalisateur(s) : Claire de la Rochefoucault
- Diffusion(s) : 
  -  France : 24 janvier 2013 sur TF1
- Audience(s) :  (première diffusion, France)
- Invité(es) : Alexandre Brasseur
- Résumé : Un medium est retrouvé assassiné dans une maison qui semble être hantée. Entre science et croyance, les membres du RIS s'interrogent sur les phénomènes étranges qu'ils ne cessent de rencontrer…
- Commentaires :

### Épisode 6:Le temps qu'il nous reste
- Titre original : Le temps qu'il nous reste
- Numéros : 86 (8-06)
- Scénariste(s) : France Corbet, Alexia de Oliveira Gomes, Yann Le Gal
- Réalisateur(s) : Alain Brunard
- Diffusion(s) : 
  -  France : 24 janvier 2013 sur TF1
- Audience(s) :  (première diffusion, France)
- Invité(es) : Marianne Basler, Milan Mauger
- Résumé : Une grande juge d'instruction subit un malaise en plein tribunal juste après que le tueur en série Bellen ait annoncé sa volonté de se venger sur elle. Alessandra qui était en train de témoigner contre Bellen confirme que la juge est atteinte d'un poison et qu'elle n'a que trois jours avant de mourir. Pour une fois, le RIS peuvent se reposer sur une victime encore vivante pour trouver le coupable …
- Commentaires :

### Épisode 7:La Femme de l'ombre
- Titre original : La Femme de l'ombre
- Numéros : 87 (8-07)
- Scénariste(s) : Virginie Brami
- Réalisateur(s) : Claire de La Rochefoucauld
- Diffusion(s) : 
  -  France : 31 janvier 2013 sur TF1
- Audience(s) :  (première diffusion, France)
- Invité(es) : Adriana Karembeu (Krystel Regnier)
- Résumé :
- Commentaires :

### Épisode 8:Nature morte
- Titre original : Nature morte
- Numéros : 88 (8-08)
- Scénariste(s) : Emilie Clamart-Marsollat
- Réalisateur(s) : Thierry Bouteiller
- Diffusion(s) : 
  -  France : 31 janvier 2013 sur TF1
- Audience(s) :  (première diffusion, France)
- Invité(es) : Frédéric Quiring : Olivier (petit ami d’Émilie)
- Résumé :
- Commentaires :

### Épisode 9:Eaux troubles
- Titre original : Eaux troubles
- Numéros : 89 (8-09)
- Scénariste(s) :
- Réalisateur(s) : Julien Zidi
- Diffusion(s) : 
  -  France : 7 février 2013 sur TF1
- Audience(s) :  (première diffusion, France)
- Invité(es) : Frédéric Quiring : Olivier (petit ami d’Émilie)
- Résumé :
- Commentaires :

### Épisode 10:Mauvaise Foi
- Titre original : Mauvaise Foi
- Numéros : 90 (8-10)
- Scénariste(s) : Ingrid Desjours
- Réalisateur(s) : Gilles Maillard
- Diffusion(s) : 
  -  France : 7 février 2013 sur TF1
- Audience(s) :  (première diffusion, France)
- Invité(es) : Frédéric Quiring : Olivier (petit ami d’Émilie)
- Résumé :
- Commentaires :

### Épisode 11:La Menace
- Titre original : La Menace
- Numéros : 91 (8-11)
- Scénariste(s) : Virginie Brami
- Réalisateur(s) : Hervé Brami
- Diffusion(s) : 
  -  France : 21 février 2013 sur TF1
- Audience(s) :  (première diffusion, France)
- Invité(es) : Clémentine Célarié : Nicole Langlois / Jeanne), Frédéric Quiring : Olivier (petit ami d’Émilie)

- Résumé :
- Commentaires :

### Épisode 12:Double Jeu
- Titre original : Double Jeu
- Numéros : 92 (8-12)
- Scénariste(s) :  Virginie Brami et Yann Le Gal
- Réalisateur(s) : Hervé Brami
- Diffusion(s) : 
  -  France : 21 février 2013 sur TF1
- Audience(s) :  (première diffusion, France)
- Invité(es) : Clémentine Célarié : Nicole Langlois / Jeanne), Frédéric Quiring : Olivier (petit ami d’Émilie)
- Résumé :